# 25619 Martonspohn
25619 Martonspohn è un asteroide della fascia principale. Scoperto nel 2000, presenta un'orbita caratterizzata da un semiasse maggiore pari a 2,7028218 UA e da un'eccentricità di 0,0745902, inclinata di 5,05625° rispetto all'eclittica.